# Venus Frígida
Venus Frígida (en latín, Venus fría) es una pintura de 1614 del artista Pedro Pablo Rubens. El panel pertenece a un pequeño grupo de obras que Rubens firmó y fechó. La pintura pertenece a la colección del Museo Real de Bellas Artes de Amberes .

## Descripción
Aquí Rubens pinta a Venus, la diosa mitológica romana de la belleza y el amor, frente a un paisaje. La diosa se sienta a la derecha en primer plano de espaldas, aterida de frío. A sus pies se acurruca Cupido, su hijo, que ha cambiado sus flechas por el fino velo de Venus. De esta forma el niño intenta protegerse del frío. Detrás de ella llega un sátiro que la señala burlón, sosteniendo en la mano una cornucopia con espigas de trigo y racimos de uvas. Con esto Rubens se refiere a un dicho del autor romano Publio Terencio Afer: "Sine Cerere et Baccho friget Venus" o sea "Sin Ceres y Baco Venus se congela" que significa "sin pan y vino no hay amor". Esta figura de Venus es de gran importancia al reflejar el desarrollo del característico estilo voluptuoso de los desnudos de Rubens.

## La inspiración de Rubens

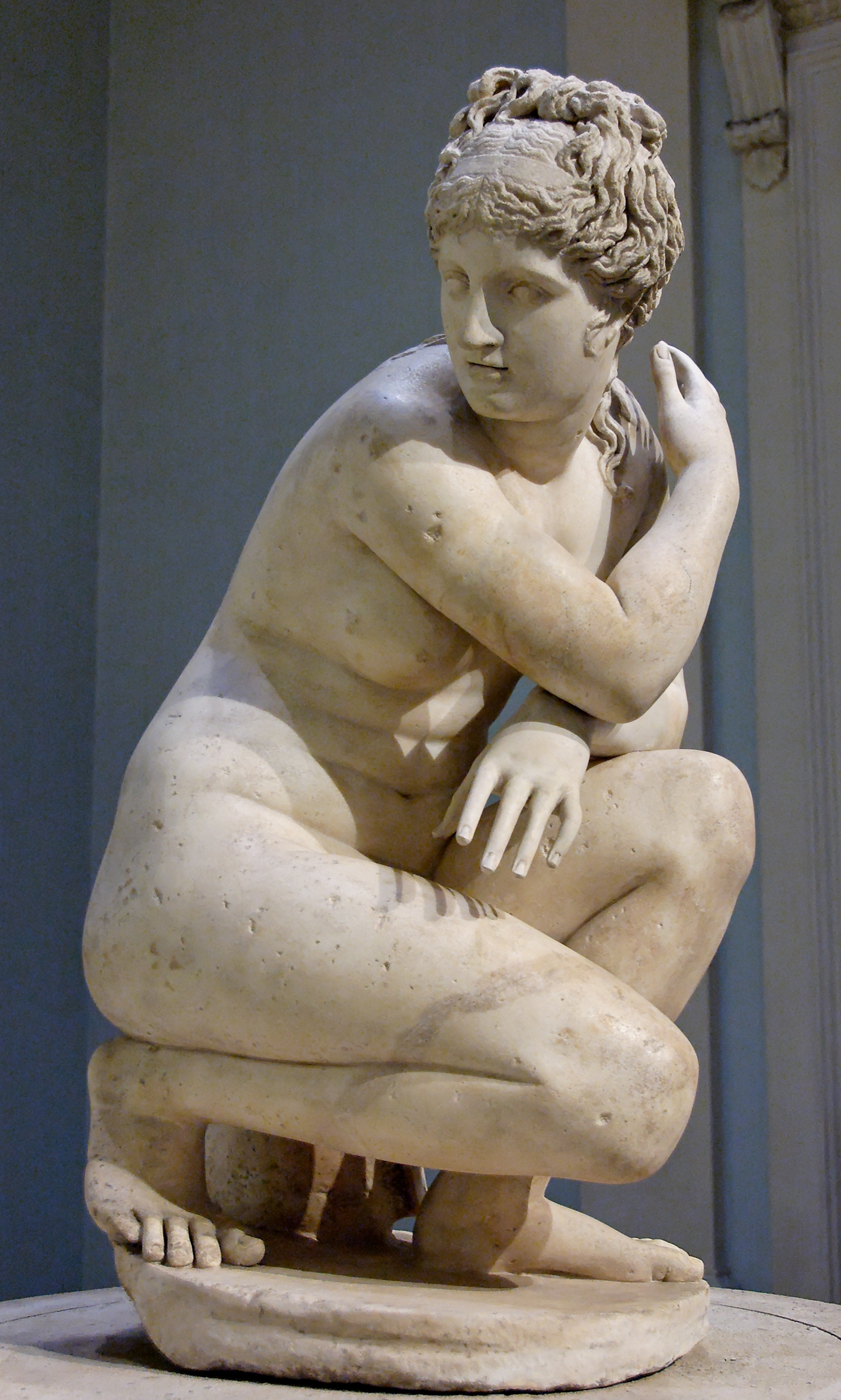
Venus en cuclillas, la inspiración de Venus Frígida.

Rubens copió poses de estatuas de la Antigüedad grecorromana y el Renacimiento. Para esta pintura, el artista se inspiró en una estatua de mármol que había visto en Italia.
Rubens visitó Italia y más concretamente la ciudad de Mantua, donde se unió a la corte de Vincente I Gonzaga hasta 1608. Gonzaga poseía una escultura de los doidalses griegos que luego fue vendida al rey inglés Carlos I. Rubens estuvo involucrado en esa venta, ya que era el asesor de Carlos en cuanto a artefactos antiguos. Cuando las obras de arte de Carlos I se dispersaron, esta estatua de Venus acuclillada pasó a manos de Peter Lely, quien fue nombrado pintor de cámara por el rey inglés Carlos II. Los ingleses todavía llaman a la estatua Venus Lely y ahora se encuentra en el Museo Británico.

## La técnica de Rubens
Rubens pintó mujeres de carne y hueso, con celulitis y michelines, pero eróticas. Sus mujeres desnudas son voluptuosas, suaves e inocentes. La figura de Venus en esta pintura muestra su maestría en pintar el desnudo. Usó una variación de una técnica que ya existía: la imprimatura o subcapa gris, también llamada medio nublado. Esa capa inferior era casi o nada translúcida en sus lienzos, como era el caso de las pinturas sobre paneles de madera. Eso le permitió dejar que los tonos de piel se vieran levemente. Lo nuevo fue que cubrió esa capa gris con una capa rosa transparente para que el espectador viera la piel desnuda con un efecto azul rosado. Como ningún otro, mostraba piel humana que se veía realista incluso en las sombras y semisombras.

## Venus Frígida de Rubens examinada
La investigación reveló que se pegaron dos tablas con un ancho total de 70 cm para el panel original. Lo mismo sucedió arriba y a la derecha. La obra surgió en su llamado período clásico (1612-1616). Todo está bien organizado, controlado, equilibrado y llevado al lienzo con un esquema de color fresco.